# Justicia austrocapensis
Justicia austrocapensis är en akantusväxtart som beskrevs av T.F. Daniel. Justicia austrocapensis ingår i släktet Justicia och familjen akantusväxter. Inga underarter finns listade i Catalogue of Life.